# Ouidi
Ouidi est une commune rurale située dans le département de Mogtédo de la province du Ganzourgou dans la région du Plateau-Central au Burkina Faso.

## Géographie
Ouidi est situé à environ 3 km à l'ouest du centre de Mogtédo, le chef-lieu du département, sur la route nationale 4.

## Santé et éducation
Ouidi accueille un centre de santé et de promotion sociale (CSPS) tandis que le centre médical avec antenne chirurgicale (CMA) se trouve à Zorgho.